# Eudoxi d'Antioquia
Eudoxi (en llatí: Eudoxius, en grec antic: Ευδόξιος) mort l'any 370 va ser arquebisbe de Constantinoble de l'any 360 al 370. Va succeir en el càrrec a Macedoni de Tràcia.
Era un dels dirigents més importants de l'arrianisme durant el segle iv. Havia nascut a Arabissos, a Capadòcia, i va ser bisbe d'Antioquia quan va morir l'arrià Lleonci. L'emperador Constanci II va confirmar la seva elecció.
Després del Sínode d'Ancira l'any 358, Constanci va defensar el semiarrià Basili, bisbe d'Ancira, i Eudoxi va haver d'exiliar-se a Armènia. Una mica més tard, l'emperador va posar-se al costat de l'arrià Acaci de Cesarea, i per consell dels arrians, va elegir Eudoxi com a patriarca de Constantinoble. Amb aquest títol va presidir les cerimònies d'obertura de l'església de Santa Sofia. Durant el regnat de Valent, a qui Eudoxi havia batejat, va lluitar contra els bisbes ortodoxos als que va aconseguir d'expulsar, i que havien tornat a les seves seus en temps de l'emperador Julià.